# 塔巴伊 (南大河州)
塔巴伊是巴西南大河州的一个市镇。总面积94.755平方公里，总人口4046人，人口密度42.7人/平方公里。